# Neculai Culianu
Neculai Culianu (n. 29 august 1832, Iași — d. 28 noiembrie 1915, Iași) a fost un matematician și astronom român, membru corespondent (din 1889) al Academiei Române.
A militat pentru Unirea Principatelor Române, motiv pentru care o perioadă a fost arestat.
Unul din cei 11 fii ai săi a fost Petru Culianu, care de asemenea a avut o bogată activitate în domeniul matematicii.

## Biografie
Neculai (Nicolae) Culianu și-a început studiile în Iași, ca elev la școala Trei Ierarhi, apoi la Academia Mihăileană. În 1855 a fost trimis ca bursier al statului român, odată cu colegul său Gheorghe Mîrzescu, pentru echivalarea studiilor liceale și pentru studii universitare la Paris. Recunoscut ca absolvent al liceului Saint Louis, reputat pentru clasele sale de matematici speciale, a urmat la Sorbona matematică și astronomie, având profesori de prestigiu precum Joseph Bertrand (analiză matematică), Joseph-Alfred Serret (astronomie), Victor Puiseux (mecanică cerească), Joseph Liouville (mecanică) sau Charles-Eugène Delaunay (mecanică aplicată). Între 1860 și 1863 a studiat și a lucrat la Observatoire de Paris, aflat sub conducerea cunoscutului astronom Urbain Le Verrier, căruia i-a devenit discipol. La Observatoire a fost coleg cu astronomii Charles Wolf⁠(fr)[traduceți] și Maurice Loewy⁠(fr)[traduceți], cu care a păstrat mult timp, și după plecarea sa din Franța, legături de prietenie. A revenit în țară în 1863, chemat inițial (de ministrul de atunci al Cultelor și Instrucțiunii Publice, Alexandru Odobescu) să ocupe catedra vacantă pentru calcul diferențial și integral de la Universitatea din Iași, recent înființată (în 1860). Din 1865 până în 1905, la retragerea sa din învățământ, a fost titularul catedrei de astronomie și geodezie a Universității ieșene.
Neculai Culianu s-a căsătorit în 1867 cu Aspazia Stamati-Ciurea, nepoată a scriitorului Constantin Stamati-Ciurea, soră cu dr. Ioan Ciurea din Iași. Nepotul său, avocatul Sergiu-Andrei Culianu, a fost căsătorit cu Elena Bogdan (1907-2000), fiica profesorului Petru Bogdan, chimist, membru al Academiei Române și profesor la Universitatea „Alexandru Ioan Cuza” din Iași. Din aceasta căsătorie au rezultat doi copii: Tereza Culianu (căsătorită Petrescu) și Ioan Petru Culianu, istoric al religiilor, scriitor și eseist.

## Activitatea didactică
Antrenat în ampla mișcare junimistă de dezvoltare a învățământului românesc, Neculai Culianu a fost cofondator al Institutelor Unite (alături de Titu Maiorescu, Petru Poni, dr. Ioan Ciurea), școală particulară de prestigiu (1866-1907) din Iași, pe care a și condus-o și pentru funcționarea căreia a donat un corp de clădiri. Același grup de profesori, constituit în „Asociația Institutului Academic”, a întemeiat în 1871 un Pensionat de Domnișoare, cedat un an mai târziu Emiliei Maiorescu-Humpel, pensionat cunoscut ca Institutul Humpel (1871 - 1901).
Profesor reputat al Universității ieșene, a fost decan al Facultății de Științe din 1874; rector al Universității din 1880 până în 1898, s-a retras de la rectorat, redevenind decan al Facultății de Științe, după ce a reușit să definitiveze construcția noului sediu din Copou („Palatul Universității”), inaugurat, cu participarea Regelui Carol I și a Regina Elisabeta, în toamna anului 1897. În timpul rectoratului său a fost construit și Institutul de Anatomie al Facultații de Medicină din Iași.
A ajutat la întemeierea Observatorului Astronomic din Iași.
Membru corespondent al Academiei Române din 1889, președinte al Ligii Culturale din Iași și al Congreselor Corpului Didactic, conservator și junimist convins, a fost membru activ al Junimii încă din 1864 și a condus clubul conservator din Iași. Prieten cu Titu Maiorescu, dirijează publicația Vocea Națională a grupării și este senator și vicepreședinte al Senatului în timpul guvernării conservatoare conduse de Lascăr Catargiu (1892-1896). Începând din 1898, a făcut parte din Consiliul general al învățământului din România. A fost decorat cu ordinele: Marea Cruce a României și Steaua României (cu grad de mare ofițer). A fost membru al Société Belge d Astronomie și al Société Astronomique de France (SAF).  
A publicat cu începere din 1870 numeroase cărți de matematică: Aplicațiuni geometrice, Studiul geometric al curbelor uzuale, Curs de trigonometrie plană, Trigonometria sferică, Lecțiuni de calcul diferențial și integral (primul curs de analiză matematică în limba română), Curs elementar de algebră (cinci ediții), Curs de cosmografie, Elemente de geodezie. A publicat primul Anuar al Universității din Iași, „precedat de o ochire retrospectivă asupra învățământului superior din Iași” (1896).
În 1883 a fost unul dintre fondatorii revistei Recreații științifice, prima revistă cu profil matematic din România (publicație continuată de Gazeta Matematică). Contribuțiile sale în paginile revistei sunt semnate „C.”. 

## Scrieri
- 1870: Aplicațiuni geometrice
- 1872: Curs elementar de algebră, pentru licee
- 1874: Lecțiuni de calcul diferențial și integral, primul curs de analiză matematică în limba română
- 1894: Curs de trigonometrie plană
- 1902: Curs de cosmografie.